# Clas Michael Naumann zu Königsbrück
Clas Michael Naumann zu Königsbrück (* 26. Juni 1939 in Dresden; † 15. Februar 2004 in Wachtberg-Pech) war ein deutscher Zoologe und Hochschullehrer.

## Herkunft und Werdegang
Clas Naumann zu Königsbrück war evangelisch-lutherisch, ein Urenkel des Karl Robert Bruno Naumann zu Königsbrück, dem Begründer der Näh- und Schreibmaschinenfabrik Seidel & Naumann und einziger Sohn des promovierten Diplomlandwirts und Agrarökonomen Eberhard Naumann zu Königsbrück (1903–1974) und Freda-Irena Naumann zu Königsbrück, geborene Hannemann-Polzin. 
Clas Naumann verbrachte seine ersten Lebensjahre teils auf dem Gut seiner Eltern in  Rux bei Breslau und teils auf dem seines Großvaters  Walther in Königsbrück nördlich von Dresden. 1945 war die Familie gezwungen, in den Westen zu flüchten (Weserbergland bei Hameln), unter Verlust all ihrer Besitzungen in Sachsen. Clas ging von 1946 bis 1949 zur Grundschule in Kirchohsen. Die Familie zog dann für kurze Zeit nach Wilhelmshaven und 1951 nach Braunschweig, wo Clas Naumann bis 1959 das Wilhelm-Gymnasium besuchte. Kontakte zu vor Ort wirkenden Entomologen, speziell zu Fritz Hartwieg, waren mitverantwortlich dafür, dass sich bei Naumann sehr früh ein intensives Interesse an Entomologie entwickelte und festigte. Er war noch Schüler, als seine erste Studie über Schmetterlinge publiziert wurde. Nach Abschluss seiner Schulausbildung studierte Clas Naumann von 1959 bis 1966 Biologie und Chemie an der Universität Tübingen und von 1966 bis 1969 Biologie und Paläontologie an der Universität Bonn. Seine Dissertation zum Thema Untersuchungen zur Systematik und Phylogenese der holarktischen Sesiiden (Insecta, Lepidoptera) fertigte er an der Universität Bonn unter Anleitung von Günther Niethammer an und wurde damit 1970 zum Dr. rer. nat. promoviert. Schon deutlich vorher (1966) hatte Clas Naumann seine erste neue Art beschrieben: Zygaena problematica.

## Berufliches Leben
Im Zeitraum von 1970 bis 1972 lehrte Clas Naumann als Dozent an der Partnerschaftsfakultät der Bonner Universität, an der Faculty of Science in Kabul, der Hauptstadt von Afghanistan. Von 1972 bis 1974 war er als wissenschaftlicher Assistent an der Universität Bonn tätig. 1974 heiratete er die promovierte Afghanerin Storai Nawabi. Von 1975 bis 1977 war Clas M. Naumann wissenschaftlicher Assistent an der Universität München. Zwischen 1970 und 1977 hatte er bereits zahlreiche Forschungsreisen mit feldzoologischen Arbeiten durchgeführt. Die Habilitation erfolgte 1977 an der Ludwig-Maximilians-Universität München mit dem Thema Stammesgeschichte und tiergeographische Beziehungen der Zygaenini (Insecta, Lepidoptera). Im gleichen Jahr wurde er zum Wissenschaftlichen Rat ernannt und Professor an der Fakultät für Biologie der Universität Bielefeld. Als solcher baute er die neue Abteilung für Morphologie und Systematik der Tiere auf.
Von 1978 bis 1989 lehrte er an der Universität Bielefeld. Seine Zeit an der jungen Fakultät für Biologie an der Universität Bielefeld widmete er dem Aufbau seiner Abteilung und der Einrichtung einer guten Lehre und Forschungsstruktur. Von 1982 bis 1983 war er Dekan der Fakultät und richtete zusammen mit Siegmar-W. Breckle die Wissenschaftliche Arbeitstagung der AGA in Bielefeld aus.
Clas M. Naumann folgte 1988 einem Ruf auf eine C4-Professur für Spezielle Zoologie an der Universität Bonn, zugleich als Direktor des Zoologischen Forschungsinstituts Museum Alexander Koenig. Die Ernennung erfolgte am 1. Juli 1989. Einen Ruf an die Universität München lehnte er 1993 nach erfolgreichen Bleibeverhandlungen zur Errichtung eines Erweiterungsbaus am Museum Koenig ab. Bis zu seinem Tod war er Direktor und prägte das Bonner Museum nachhaltig. 2006 wurde der neu eröffnete An- und Erweiterungsbau nach ihm benannt.
Clas Naumann war Vorstands-Mitglied im  Naturhistorischen Verein der Rheinlande und Westfalens. Ein Verzeichnis seiner zahlreichen Publikationen ist online greifbar.

## Persönliches Leben
Naumann zu Königsbrück sprach neben deutsch auch englisch, französisch, persisch und türkisch. Er war ein Kenner und Freund Afghanistans. Er bereiste bis in die 1980er Jahre immer das Land und lehrte an der Zoologischen Fakultät der Universität Kabul. Als er im Jahr 2002 das Land das erste Mal nach der sowjetischen Besetzung bereiste, beschrieb er seine Zeit an der Universität Kabul als „erschütterndste Dienstreise [s]eines Lebens“. Bis zu seinem Tod setzte er sich für den deutsch-afghanischen Austausch in Kultur und Wissenschaft ein. Er initiierte u. a. die Aktion „Ein Stuhl für Kabul“, die an der Universität Bonn und darüber hinaus Spendengelder für den Wiederaufbau der Universität Kabul sammelte. Bis Januar 2004 wurden insgesamt 40.000 € Spendengelder gesammelt, unterstützt auch von öffentlichen Vorträgen und Erlebnisberichten Naumanns.

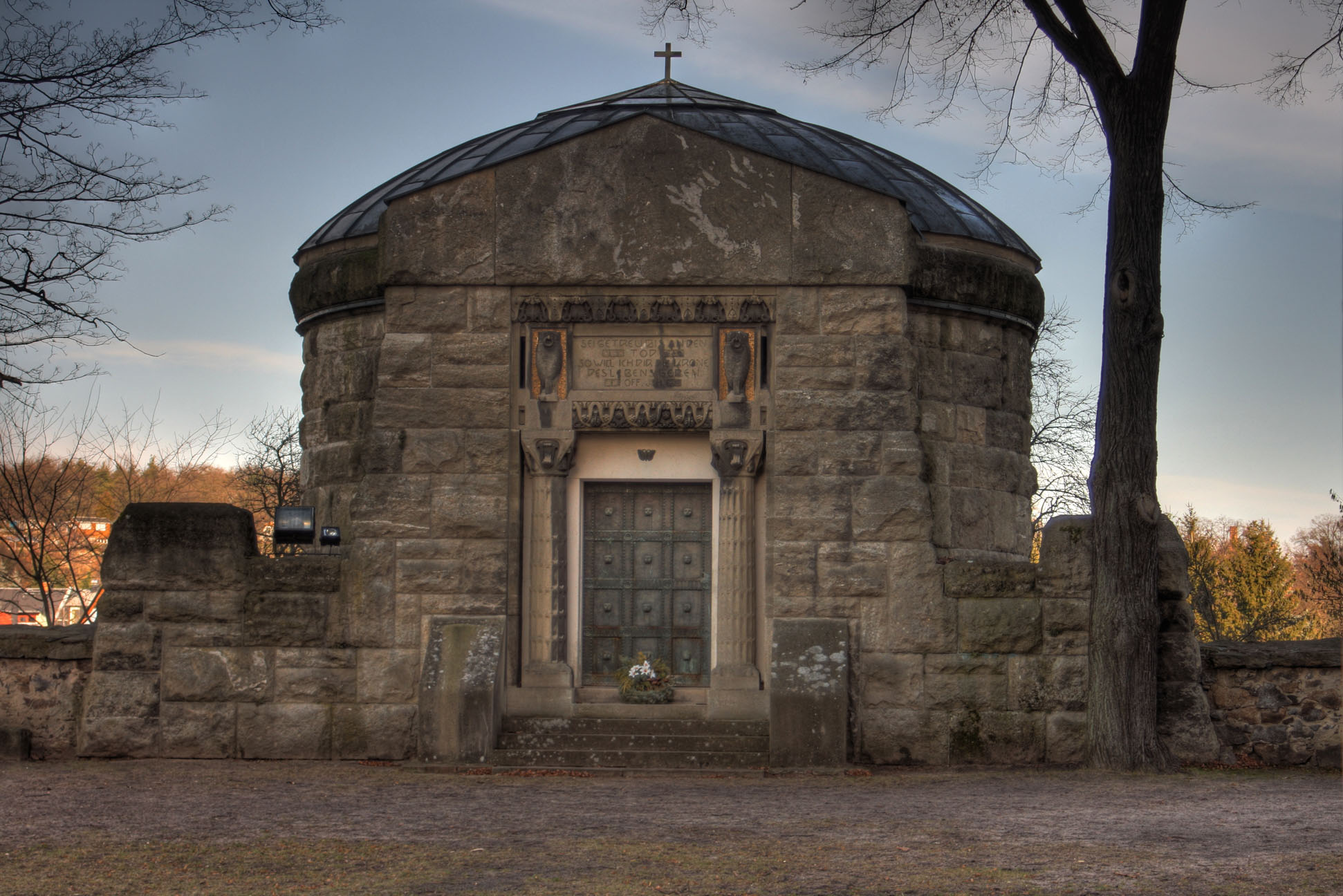
Mausoleum der Familie Naumann in Königsbrück

Am 15. Februar 2004 starb Clas Michael Naumann zu Königsbrück an einem Krebsleiden. Die Beisetzung fand im engsten Familienkreis in Königsbrück statt.
Er hinterließ seine Ehefrau und die Kinder Alexander und Roxana.